# Argenton-les-Vallées
Argenton-les-Vallées je francouzská obec v departementu Deux-Sèvres v regionu Poitou-Charentes. V roce 2011 zde žilo 1 615 obyvatel. Je centrem kantonu Argenton-les-Vallées.

## Sousední obce
Bressuire, Le Breuil-sous-Argenton, La Coudre, Étusson, Moutiers-sous-Argenton, Saint-Maurice-la-Fougereuse, Voulmentin

## Vývoj počtu obyvatel
Počet obyvatel 